# Allaire Peak
Der Allaire Peak ist ein 1900 m hoher und felsiger Berggipfel in der antarktischen Ross Dependency. Er ragt zwischen dem Gough- und dem Le-Couteur-Gletscher in den Prince Olav Mountains auf.
Das Advisory Committee on Antarctic Names benannte ihn nach Captain Christopher James Allaire (* 1934), Mitglied im Kommandostab der Unterstützungseinheiten der United States Navy in Antarktika bei der Operation Deep Freeze im Jahr 1963.